# Division Centre de la Major League Soccer
La Division Centre  était l'une des trois divisions de la Major League Soccer durant les saisons 2000 et 2001.

## Historique de la conférence

### 2000–2001
La division Centre est créée. Le Fire de Chicago et le Dallas Burn proviennent de la conférence Ouest. Le Crew de Columbus et les Mutiny de Tampa Bay proviennent de la conférence Est.
- Fire de Chicago
- Crew de Columbus
- Burn de Dallas
- Mutiny de Tampa Bay

### Après la dissolution
Après 2001, le Mutiny de Tampa Bay disparaît à la suite de la volonté de la MLS de réduire le nombre de clubs.
Le Fire de Chicago et le Crew de Columbus vont dans la conférence Est.
Le Dallas Burn retourne dans la conférence Ouest.

## Champions de division (saison régulière)
- 2000: Fire de Chicago
- 2001: Fire de Chicago 1

Note 1: Le Fire de Chicago fut déclaré gagnant de la division centrale après les attaques du 11 septembre 2001 sur New York, Washington D.C., et la Pennsylvanie, qui ont entrainé l'annulation du reste de la saison régulière.